# 빌리 더 키드

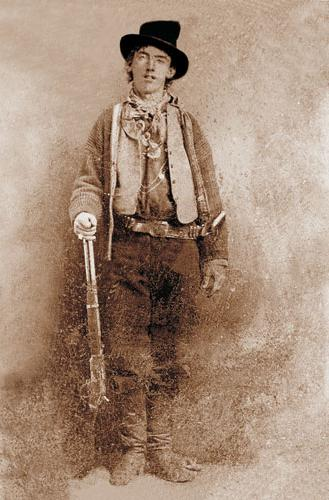
빌리 더 키드

빌리 더 키드(Billy the Kid, 1859년 11월 17일 ~ 1881년 7월 14일)는 미국 서부 개척 시대 당시 뉴멕시코 준주에서 활동한 전설적인 무법자이다. 본명은 윌리엄 헨리 맥카티 주니어(William Henry McCarty, Jr.)이지만 윌리엄 H. 보니(William H. Bonney) 또는 헨리 앤트림(Henry Antrim)이라는 가명을 사용하기도 했다. 또한 빌리 및 더 키드 역시 그의 별명이었다.
뉴욕에서 태어나 캔자스주로 이주하였고 ,아버지가 죽자 다시 뉴멕시코 준주에 가서 살았다. 이후 애리조나 준주로 거주지를 옮겼으며, 1875년 첫 범죄를 저질러 체포되었지만 이틀 뒤 탈출에 성공하였다. 그 뒤 뉴멕시코 준주에서 벌어진 링컨 군 분쟁에 참여했으며, 1878년 링컨 군의 보안관을 포함해 3명을 살해하였다. 이후 1880년 보안관 팻 거럿에게 체포되어 교수형 판결을 받았으나 1881년 다시 탈옥하였고, 두어 달 뒤 팻 거럿에 의해 사살되어 뉴멕시코주 포트 서머에 매장되었다.
그가 죽은 이후 그에 대한 많은 전기가 출판되었고 영화나 음악에서도 소재로 사용되었다.

## 사진

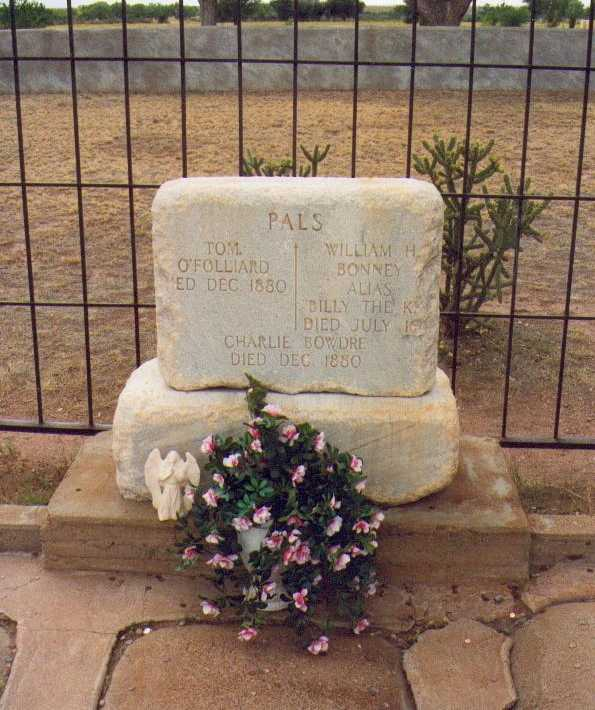
빌리 더 키드의 묘